# Castel (Somme)
Pour les articles homonymes, voir Castel.
Castel est un village et une ancienne commune de la Somme. Depuis 1965, Castel est rattaché à la commune de Moreuil.

## Étymologie, anciennes formes du nom
Castellum (1105), Casticel, Chastel (1300), Castel les Moreuil (1441) et enfin Castel, doit sans doute son nom à un ancien château dont il ne reste plus aucune trace.

## Communes limitrophes
L'ancienne commune de Castel était bornée par 5 communes : 

Au nord : Thennes; au nord-ouest : Hailles; à l'ouest et au sud : Rouvrel; au sud : Morisel; à l'est et au sud-est : Moreuil.

## Géographie
L'altitude inférieure est de 38 mètres. L'altitude culminante atteint 104 mètres au sud du village vers le Bois du Gros Hêtre. L'altitude moyenne est de 70 mètres.

## Histoire
Castel est certainement d'origine très ancienne. Toutefois l'histoire locale n'en fait mention que vers le XIIIe siècle. Des poteries, des cercueils en pierre gallo-romains sur son territoire et dans le jardin de l'école qui est certainement sur un ancien cimetière. Une stèle en pierre, de la fin du VIe siècle, avec une inscription latine a été découverte en 1894, par l'instituteur de l'époque.
Cette découverte permet de penser que Castel existait et avait quelque importance sous la féodalité. Le seul nom de Castel semble indiquer qu'un château y existait. La tradition locale veut qu'il ait été situé dans un endroit assez élevé du territoire : "Le Caurel", mais aucun vestige ne confirme cette version. Le pays eut d'abord des seigneurs de son nom (XIIIe et XIVe siècles) avant d'appartenir aux familles de Créquy et de Sarcus. Le 14 juin 1452 l'université des Chapelains de la cathédrale Amiens, acquiert cette seigneurie de Robert seigneur de Sarcus et de Bonne de Cramesnil, sa femme (Généalogie des "de Sarcus".)
Il n'y a aucune trace des guerres de religion. En 1636, des bateliers de Castel, Hailles et Thennes incendient une partie des approvisionnements des Espagnols et contribuent ainsi à la reprise de Corbie. Les Roturiers possèdent toutes les terres qui ne sont pas aux chapelains et aux seigneurs laïques, les Thierry, seigneurs de Dours, mais doivent payer les dîmes au curé, les corvées et champarts aux seigneurs. Dès 1694, il est fait mention aux archives d'un clerc laïque (instituteur).
Castel eu à souffrir de l'invasion de 1815. En 1870 le village fut occupé par l'artillerie allemande la veille de la bataille de Villers-Bretonneux. Le village fut sur la ligne de front pendant la Grande Guerre.